# Rudolph Martin Anderson
Pour les articles homonymes, voir Anderson.
Rudolph Martin Anderson est un zoologiste canadien spécialisé sur les mammifères et les oiseaux, né le 30 juin 1876 dans le Comté de Winneshiek, Iowa et mort le 21 juin 1961 à Ottawa.
Après des études dans l’Iowa, il travaille d’abord dans les rangs de l’armée des États-Unis d'Amérique puis comme ornithologue. Il s’installe alors au Canada et participe à une mission d’exploration de l’Alaska organisé par l’American Museum of Natural History de 1913 à 1916.
Dans le récit de son voyage, il s’inquiète de la diminution des troupeaux de caribous et de bœufs musqués. Anderson commence alors à s’intéresser aux questions environnementales. Il participe à la rédaction de la Loi sur la convention concernant les oiseaux migrateurs signé par les États-Unis d'Amérique et le Canada en 1916. Il est chef de la division de biologie du Musée canadien de la nature de 1920 à 1946.

## Honneurs
Le gouvernement canadien émit une pièce commémorative de l'expédition arctique dirigée par Andersen.

## Archives
Il y a un fonds d'archives Rudolph Martin Anderson à Bibliothèque et Archives Canada. Numéro de référence archivistique R6390.

## Source
- (en) Cet article est partiellement ou en totalité issu de l’article de Wikipédia en anglais intitulé « Rudolph Martin Anderson » (voir la liste des auteurs).